# James Callis
James Callis (London, 1971. június 4. –) angol színész.

## Filmográfia

### Film
| Év   | Magyar cím Eredeti cím                                               | Szerep           | Megjegyzés                |
| ---- | -------------------------------------------------------------------- | ---------------- | ------------------------- |
| 2013 | Austenland                                                           | Andrew ezredes   |                           |
| 2010 | – Reuniting the Rubins                                               | Danny Rubins     |                           |
| 2009 | Merlin: Titkok könyve Merlin and the Book of Beasts                  | Merlin           |                           |
| 2007 | Csillagközi romboló: Penge Battlestar Galactica: Razor               | Dr. Gaius Baltar |                           |
| 2006 | Egy éjszaka a királlyal One Night with the King                      | Haman            |                           |
| 2004 | – Dead Cool                                                          | Josh             |                           |
| 2004 | Bridget Jones: Mindjárt megőrülök! Bridget Jones: The Edge of Reason | Tom              | magyar hangja Csőre Gábor |
| 2003 | – Blue Dove                                                          | Dominic          |                           |
| 2002 | Az elveszett ereklyék fosztogatói Relic Hunter                       | Raoul            |                           |
| 2001 | – Beginner's Luck                                                    | Mark             |                           |
| 2001 | Bridget Jones naplója Bridget Jones's Diary                          | Tom              | magyar hangja Csőre Gábor |
| 1999 | Az aranygyapjú legendája Jason & The Argonauts                       | Aspyrtes         |                           |
| 1999 | – Surety                                                             |                  | rövidfilm                 |
| 1997 | – Weekend Bird                                                       | Mike             |                           |

### Televízió
| Év        | Magyar cím Eredeti cím                                     | Szerep                        | Megjegyzés                                                                 |
| --------- | ---------------------------------------------------------- | ----------------------------- | -------------------------------------------------------------------------- |
| 2013      | CSI: A helyszínelők CSI                                    | John Mechiston                | 2 epizód                                                                   |
| 2013      | A zöld íjász Arrow                                         | The Dodger                    | Dodger című epizód                                                         |
| 2012      | Banks felügyelő DCI Banks                                  | Owen Pierce                   | 2 epizód                                                                   |
| 2012      | – Portlandia                                               | önmaga                        | 1 epizód                                                                   |
| 2012      | Kisvárosi gyilkosságok Midsomer Murders                    | Toby and Julian DeQuetteville | A fej nélküli lovas című epizód                                            |
| 2011      | Merlin kalandjai Merlin                                    | Julius Borden                 | Aithusa című epizód                                                        |
| 2010 2012 | Eurekaí Eureka                                             | Dr. Trevor Grant              | 10 epizód                                                                  |
| 2010      | FlashForward – A jövő emlékei FlashForward                 | Gabriel McDow                 | 3 epizód                                                                   |
| 2009      | Gyilkos számok Numb3rs                                     | Mason Duryea                  | Az angyalok és az ördögök című epizód                                      |
| 2003-2009 | Csillagközi romboló Battlestar Galactica                   | Dr. Gaius Baltar              | magyar hangja Papp Dániel                                                  |
| 2003      | – Helen of Troy                                            | Menelaus                      | TV-film                                                                    |
| 2001      | Viktória és Albert Victoria & Albert                       | Ernest of Saxe-Coburg-Gotha   | TV-film                                                                    |
| 2001      | Bulis hatos As If                                          | Sebastian                     | TV-film                                                                    |
| 2000      | Az Ezeregy éjszaka meséi Arabian Nights                    | Ahmed herceg                  | magyar hangja Bozsó Péter                                                  |
| 1999      | – Sex, Chips & Rock n' Roll                                | The Wolf                      | minisorozat                                                                |
| 1999      | – Heat of the Sun                                          | Clive Lanyard                 | TV-film                                                                    |
| 1998      | Ruth Rendell Mysteries Ruth Rendell Mysteries: Going Wrong | Guy Curran                    | 3 epizód                                                                   |
| 1998      | A vörös Pimpernel The Scarlet Pimpernel                    | Henri                         | Valentin Gautier/The Scarlet Pimpernel Meets Madame Guillotine című epizód |
| 1997      | Körtánc az idő dallamára A Dance to the Music of Time      | Russell Gwinnett              | TV-film                                                                    |
| 1996      | – Soldier Soldier                                          | Tim Forrester                 | 9 epizód                                                                   |
| 1996      | – Murder Most Horrid                                       | Mark                          | Confess című epizód                                                        |